# Saint Patrick (Saint Vincent i Grenadyny)

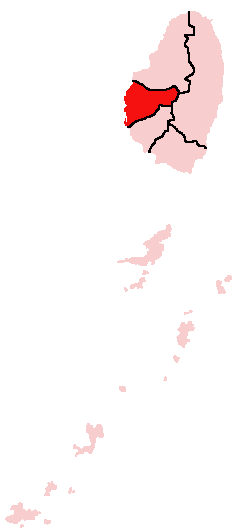
parafia Saint Patrick

Saint Patrick (pl. Święty Patryk) – parafia, będąca jednostką administracyjną Saint Vincent i Grenadyn położoną na wyspie Saint Vincent. Jej stolicą jest Barrouallie.